# فاضیلکا
فاضیلکا (به انگلیسی: Fazilka) یک منطقهٔ مسکونی در هند است که در بخش فاضلکه واقع شده‌است. فاضیلکا ۷۶٬۴۹۲ نفر جمعیت دارد و ۱۷۷ متر بالاتر از سطح دریا واقع شده‌است.